# Son (Norwegen)
Son (früher auch Soon) ist eine Ortschaft in der norwegischen Kommune Vestby im Fylke Akershus (Gerichtsbezirk Follo). Der Hafen von Son ist der tiefste natürliche Hafen im Oslofjord und war vom 16. bis zum 18. Jahrhundert Ausgangspunkt für einen umfangreichen Export von Holz in die Republik der Vereinigten Niederlande. Eine Anzahl von Gebäuden aus dieser Zeit steht unter Denkmalschutz. Der Ort ist seit dem 20. Jahrhundert ein beliebter Badeort und ein Wohnort von Künstlern.

## Geografie
Son, „wunderschön gelegen an der Ostseite des Oslofjords“, befindet sich an einer Sonsbukta (lokal auch Sonskilen) genannten Bucht südlich der Mündung des Hølenelva. Das Ortszentrum liegt am Meer, weitere Ortsteile befinden sich dahinter in Hanglage. Im Süden grenzt Son an die Ortschaft Store Brevik, im Osten an Hølen. Die Gemeindegrenze zur Kommune Moss liegt nur 4 Kilometer südlich; das Zentrum von Moss ist etwa gleich weit von Son entfernt wie des Zentrum von Vestby. Oslo ist etwa 50 Kilometer entfernt.
Geologisch liegt Son am Übergang vom Südostnorwegischen Grundgebirge (Sørøstnorske grunnfjellsområde) aus Gneis zum Oslograben (Oslofeltet) aus Kalkstein aus dem Silur.

## Bevölkerung
Son ist eine bereits im 16. Jahrhundert urkundlich erwähnte alte Ladested, also eine Stadtgemeinde mit königlichen Handelsprivilegien. Das Stadtrecht unter der Oberhoheit von Christiania (Oslo) wurde 1604 verliehen; im selben Jahr wurde ein Zollhaus (Toldsted) errichtet. Mit den Formannskapslovene (Gemeindeverwaltungsgesetzen) von 1837 wurde die ladested verwaltungsrechtlich als bykommune fortgesetzt. Um 1900, als der Ort seine wirtschaftlich besten Jahrhunderte bereits hinter sich hatte, schwankte die Bevölkerungszahl zwischen 500 und 1000 (1875: 700, 1910: 604, 1917: ca. 1000, 1920: 567).
Son verlor 1964 seine Selbständigkeit als Kommune durch die Eingemeindung nach Vestby, bildete aber zusammen mit Store Brevik die separate Tettsted Son/Store Brevik (0507) innerhalb von Vestby. Diese – nur für statistische Auswertungen relevante – Agglomeration umfasste im Jahr 2000 3.924 Einwohner auf 2,62 Quadratkilometern bzw. im Jahr 2006 5.025 Einwohner auf 3,12 Quadratkilometern. Im Jahr 2007 war das Siedlungsgebiet der Tettsted mit der benachbarten Tettsted Moss (0031) zusammengewachsen. Konsequenz war das Aufgehen von Son/Store Brevik in Moss, wodurch die Bevölkerung von Moss 2006 auf 2007 von 34.684 auf 40.217 stieg, bzw. die Fläche von 17,70 auf 21,21 Quadratkilometer.
Die in der Infobox ausgewiesene Bevölkerungszahl bezieht sich auf jenen Teil der Tettsted Moss (0031), der in der Kommune Vestby (3216) liegt, also Son und Store Brevik umfasst.

## Geschichte
Während der „Holländerzeit“, von etwa 1550 bis 1800, war die Ladested Son ein wichtiger Holzhafen, wobei das Holz in der Umgebung geschlagen wurde oder von Hølen flussabwärts geflößt wurde. Son und Hølen waren Standorte von Sägewerken, die Schnittholz produzierten. „In den ersten Jahren nach dem Bau von Oslo muss S. größer gewesen sein als die künftige Hauptstadt, denn noch 1730 wurde von S. aus dreimal so viel Holz verschifft wie von der inzwischen viel größeren Stadt Moss. Im Jahr 1860 wurde immer noch eine beträchtliche Menge Holz verschifft.“ Auf niederländischen Seekarten von 1582 wird der Oslofjord als Zoon Water bezeichnet, ein Beweis für die Rolle Sons als führender Holzexporteur im 16. und 17. Jahrhundert.
Der Höhepunkt des Holzhandels wurde zu Beginn des 18. Jahrhunderts erreicht, als die Zolleinnahmen in Son bis zu doppelt so hoch waren wie in Moss. „Als die Ära der Segelschiffe zu Ende ging, stagnierten Handel und Industrie.“ 1875 war in Son eine Flotte von 15 Schiffen ansässig (1864 war eine Werft gegründet worden), doch 1905 gab es kein einziges Schiff mehr. Für den Niedergang der Wirtschaft war neben der Entwicklung der Dampfschiffe auch der Umstand verantwortlich, dass Son im Gegensatz zu Moss nicht an das Eisenbahnnetz angeschlossen wurde. 1926 erwähnte Salmonsens Konversationsleksikon für die Ladested noch „eine Dampfmühle, eine Konservenfabrik, einen Bootsbau, eine Molkerei usw.“
Seit der Wende zum 20. Jahrhundert ist Son eine beliebte Sommerfrische für die Stadtbewohner am Oslofjord, inklusive Jachthafen und der Durchführung von Segelregatten. Durch die Nähe zu Oslo (60 Schienenkilometer) ist der Ort auch als Wohnort für Tagespendler interessant. „In den Jahren 1900–1920 war Son eine Stadt der Künstler, und auch heute noch gibt es eine bedeutende Kunstgewerbeszene.“ Zu den Prominenten, die sich in Son niedergelassen hatten, zählten Nils Kjær, Ludvig Karsten, Herman Wildenvey, Ronald Fangen, Arthur Omre und Carl Dørnberger.

## Sehenswürdigkeiten (alphabetisch)

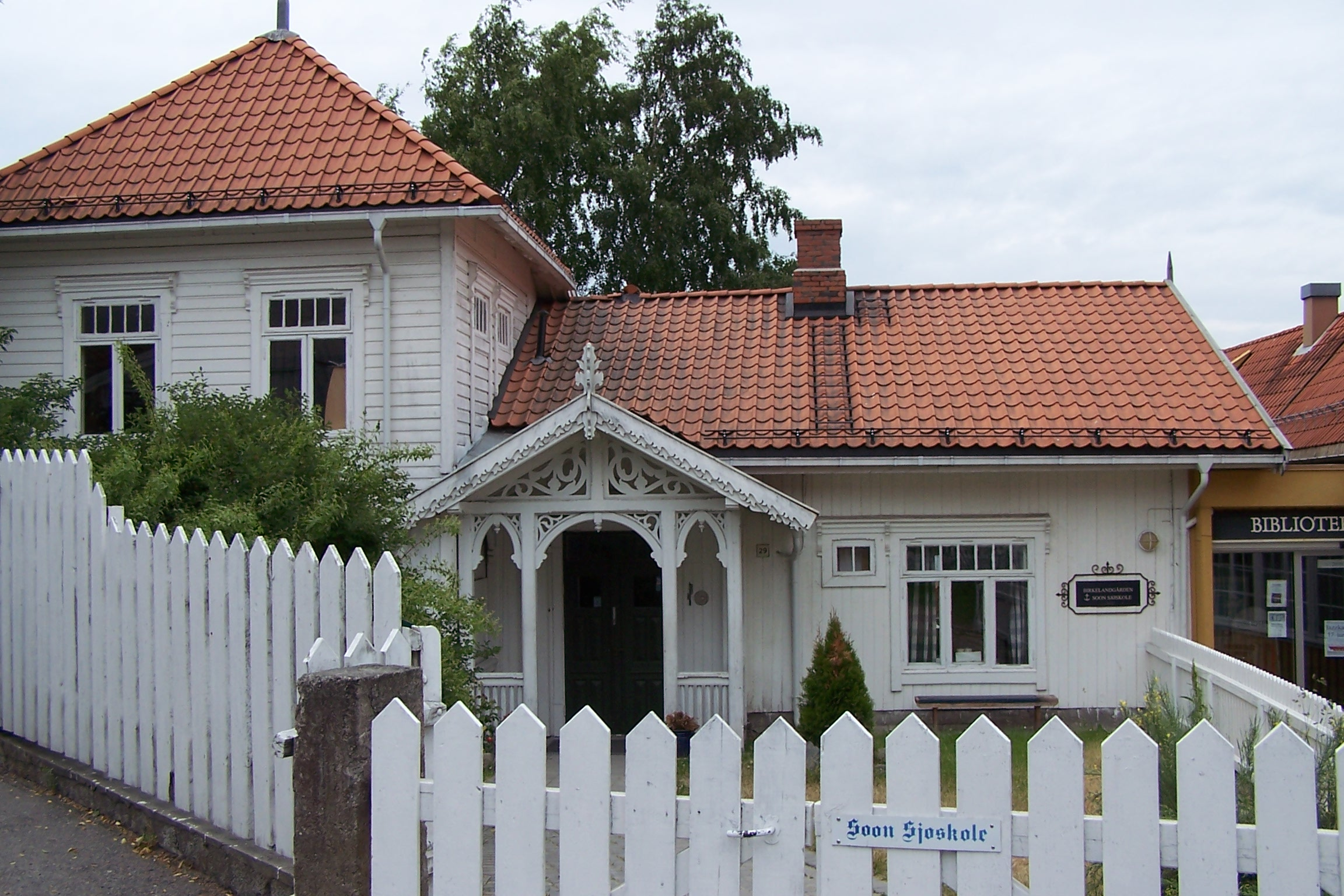
Birkelandgården

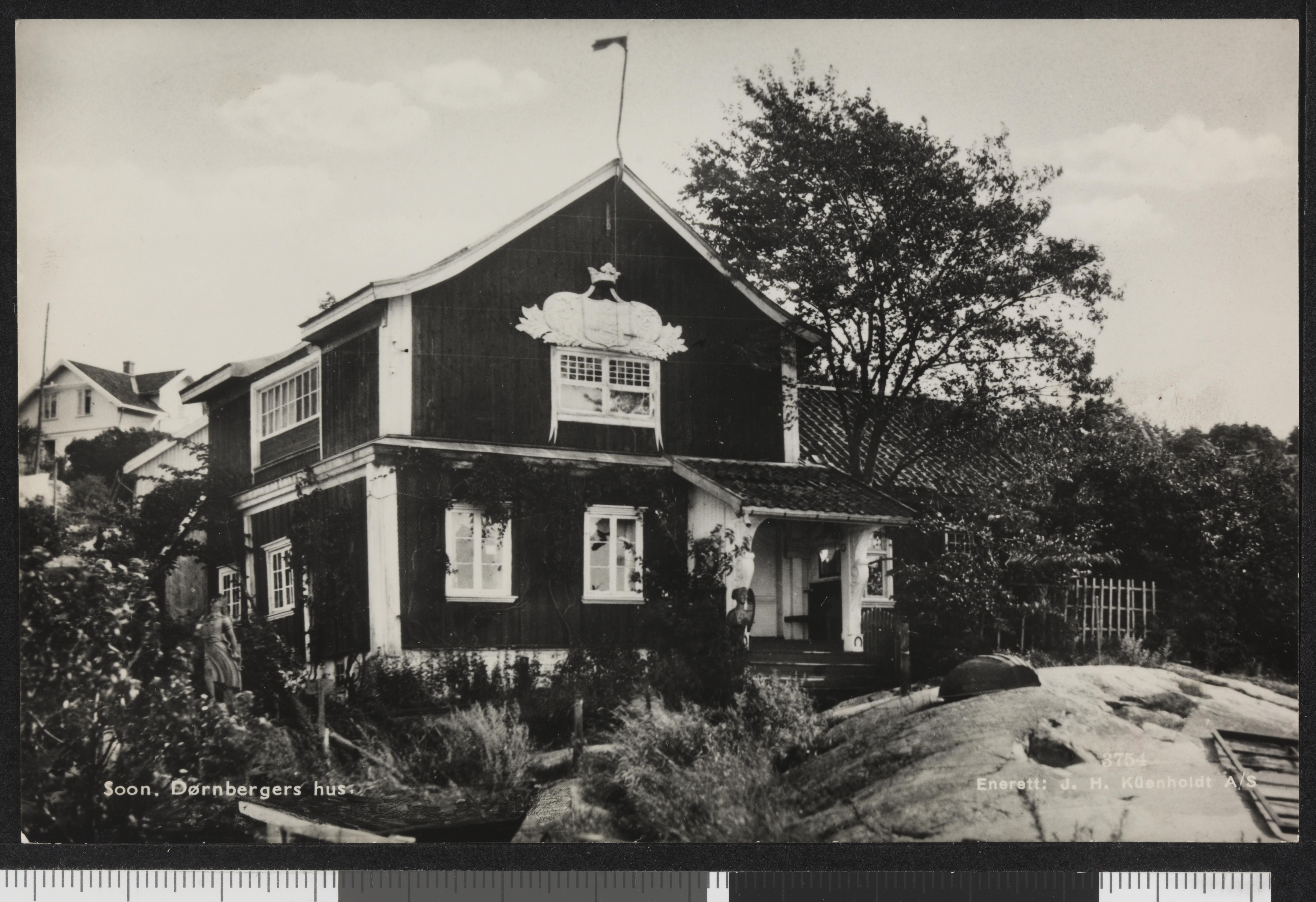
Dørnbergerhuset

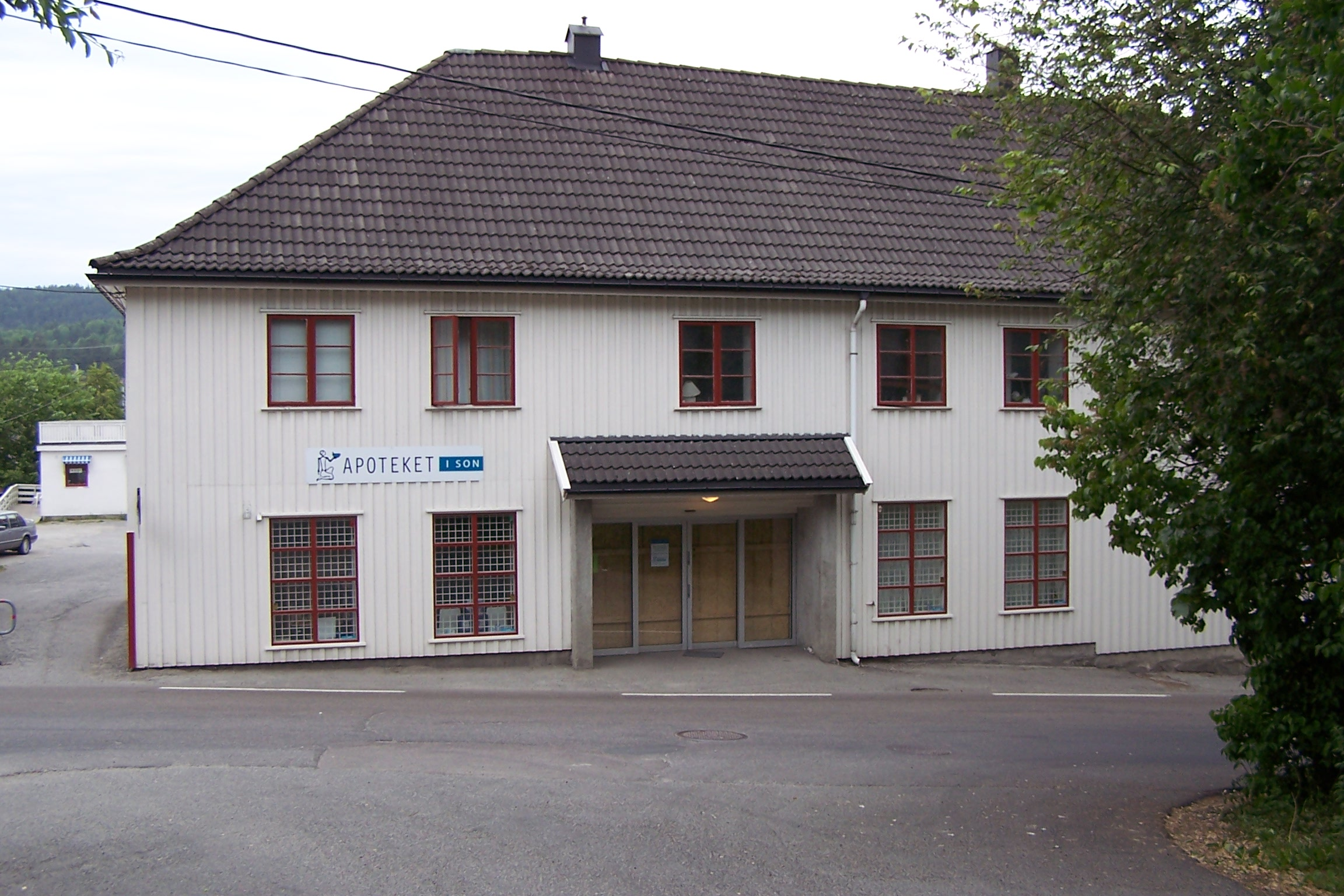
Huitfeldtgården

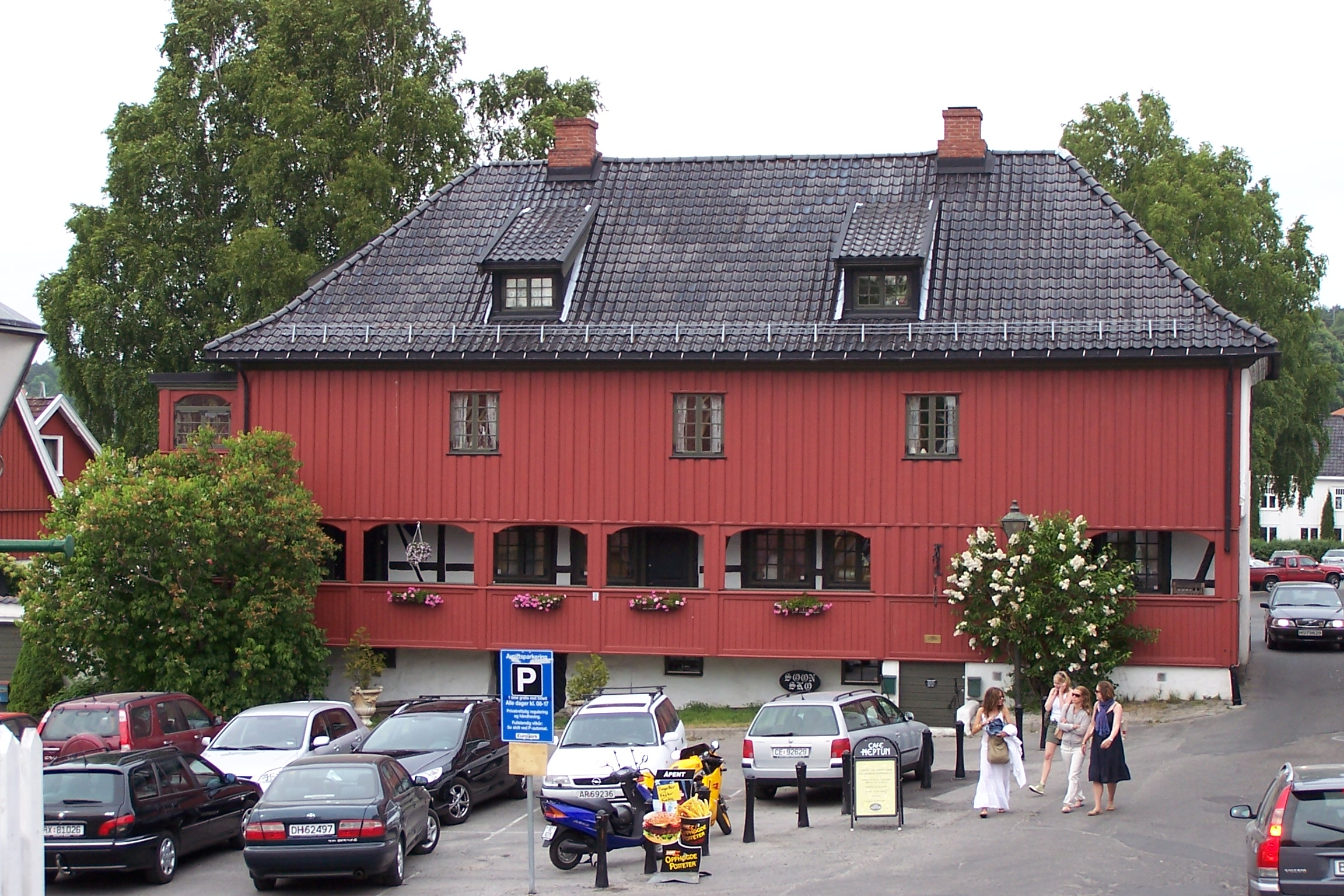
Spinnerigården

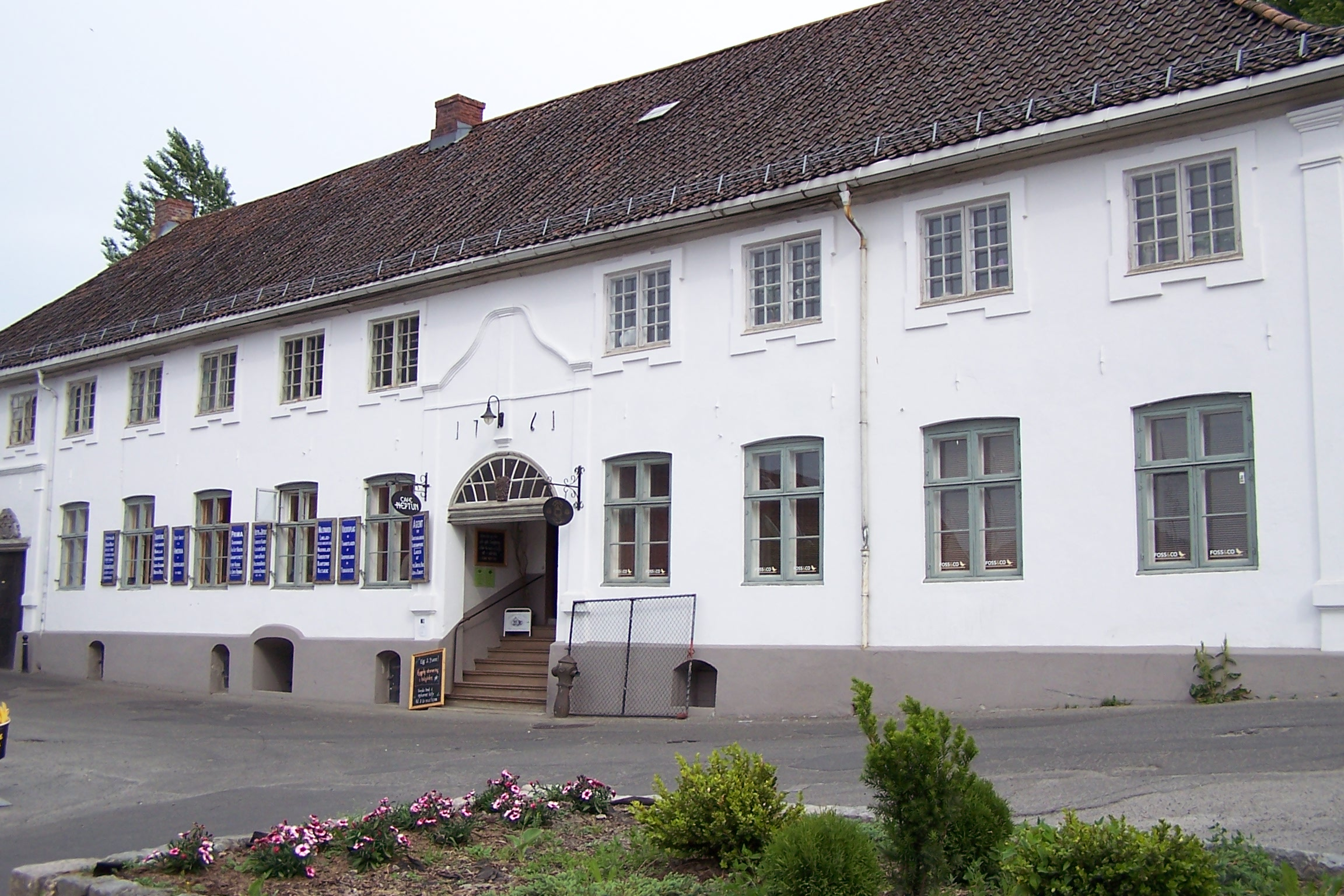
Thornegården

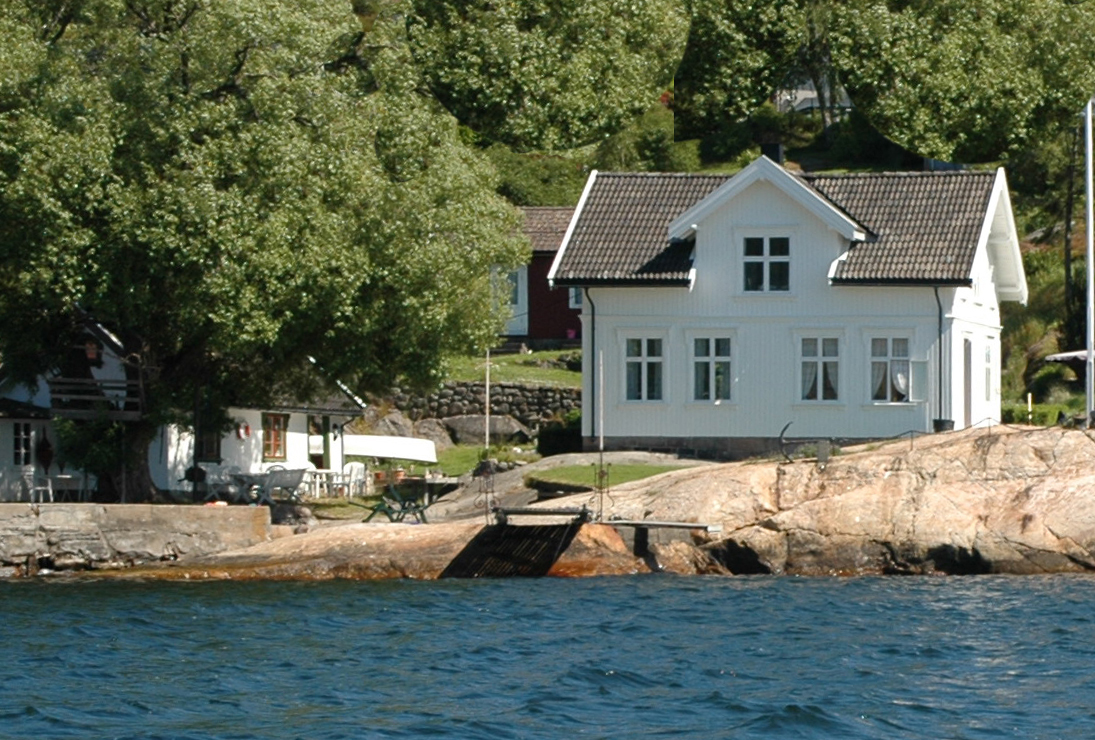
Pjåken, das Haus von Nils Kjær

### Birkelandgården
Das Gebäude in der Storgata 29 heißt eigentlich „Sjølyst“ und war das Wohnhaus der Familie von Hartvig Birkeland, dem Eigentümer der Konservenfabrik Hermetikkfabrik Soon. Ursprünglich einstöckig im regionalen Stil von Akershus erbaut, wurde es um 1900 durch Turm und Veranda in Richtung zum Schweizerstil verändert. 1988 renoviert, ist es seit 1998 im Besitz der Gemeinde.

### Dørnbergerhuset
Der ehemalige Wohnsitz von Carl Dørnberger in der Strandgata 15 stammt in den ältesten Teilen aus dem 17. Jahrhundert.

### Huitfeldtgården
Gelegen im Kolåsveien 4 und benannt nach Lars Jørgen Huitfeldt, der sich um die Entwicklung des Ortes am Ende des 19. Jahrhunderts verdient gemacht hat. Hier waren ursprünglich eine Schule und zwei Gaststätten eingerichtet. Seit 2006 befinden sich im Innenhof eine Apotheke und ein Spielwarengeschäft.

### Jostushuset
Jostushuset ist ein typisches Bauernhaus der Region Akerhus vom Anfang des 18. Jahrhunderts. Es ist nach Jost Tallachsen benannt, der es 1799 kaufte.

### Spinnerigården
Das denkmalgeschützte Gebäude in der Storgata 25, auch Grønbeckgården genannt, wurde in den 1640er Jahren als Wirtschaftsgebäude für den Thornegården errichtet. Ole Meyer eröffnete darin um 1760 eine Tabakfabrik, die bis 1840 Kautabak produzierte. Der Hof brannte am 17. Mai 1976 vollständig ab und wurde originalgetreu wiedererrichtet.

### Stoltenberggården
Das Haus in der Storgata 26 mit denkmalgeschütztem Innenhof stammt aus dem 18. Jahrhundert und ist nach der Kaufmannsfamilie Stoltenberg benannt.

### Thornegården
Das denkmalgeschützte Barockgebäude wurde 1641 errichtet und um 1761 vom Kaufmann Ole Meyer erweitert. Der nächste Eigentümer Johan F. Thorne gab dem Gebäude seinen heutigen Namen. Seit 2006 beherbergt es ein Kaffeehaus und einen Friseursalon.

## Etymologie
Son, „früher und manchmal noch Soon“, altnordisch wahrscheinlich Són, ist vermutlich der Name eines alten Bauernhofes, der nach einem Fluss benannt wurde, nämlich dem Hølenelva.

## Persönlichkeiten
- geboren in Son:
  - Oluf Wold-Torne (1867–1919), Maler
  - Karl Johan Holter (1870–1960), Maler, Postmeister, Apotheker und Bibliothekar
- wohnten zeitweilig in Son:
  - Carl Dørnberger (1864–1940), Maler, lebte ab 1896 in Son im „Dørnbergerhuset“
  - Nils Kjær (1870–1924), Schriftsteller
  - Ludvig Karsten (1876–1926), Maler
  - Herman Wildenvey (1885–1959), Lyriker
  - Arthur Omre (1887–1967), Schriftsteller
  - Ronald Fangen (1895–1946), Schriftsteller und Journalist